# ダウン (ドイツ)
ダウン (独: Daun) はドイツ連邦共和国 ラインラント＝プファルツ州フルカナイフェル郡にある市で、同郡の郡庁所在地である。また、ダウン連合自治体 (Verbandsgemeinde Daun) の行政庁所在地となっている。

## 姉妹都市
- - カリゾーロ(Carisolo)（イタリア 2004年）